# Monomorium chinense
Monomorium chinense är en myrart som beskrevs av Santschi 1925. Monomorium chinense ingår i släktet Monomorium och familjen myror. Inga underarter finns listade i Catalogue of Life.